# Leptogorgia
Leptogorgia es un género de octocorales perteneciente a la familia Gorgoniidae, del orden Alcyonacea.
Este género de gorgonias marinas está ampliamente distribuido por aguas tropicales y subtropicales de los océanos Atlántico, Índico y Pacífico.
Sus especies secretan un alcaloide, llamado homarina, que inhibe el crecimiento de algas diatomeas.

## Morfología

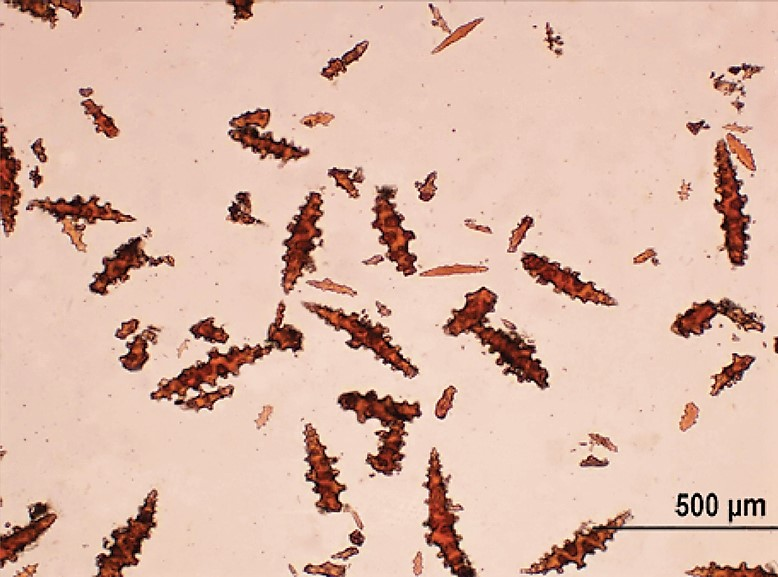
Leptogorgia ruberrima, escleritas

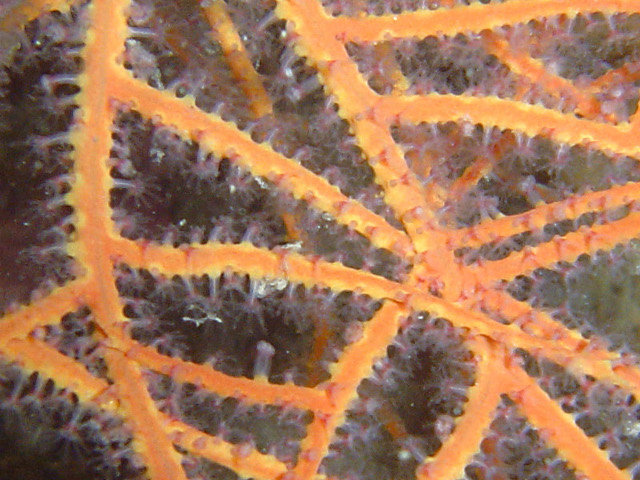
Leptogorgia sarmentosa, pólipos expandidos

Su estructura es ramificada, pudiendo ser en forma pinnada, dicotómica o filiforme. Las ramas no se anastomosan entre sí, salvo en las especies  Leptogorgia gilchristi y Leptogorgia bayeri. El eje, o axis, tiene una cámara central con una red de filamentos orgánicos, frecuentemente mineralizados. Tanto él, como las ramas del esqueleto colonial son de una sustancia córnea proteínica, llamada gorgonina. Algunas especies desarrollan en la base una especie de raíces para anclarse a las rocas.
La estructura esquelética está recubierta por una masa carnosa (cenénquima), o tejido común generado por ellos, de donde salen los pólipos de 8 tentáculos, que son totalmente retráctiles, y que sobresalen discretamente de la superficie del cenénquima.
El color del cenénquima que recubre el esqueleto puede ser púrpura, blanco, amarillo, naranja, rojo o marrón, en ocasiones bicolor.
Tanto el cenénquima, como el tejido de los pólipos, tienen escleritas calcáreas.

## Hábitat y distribución
Suelen habitar en arrecifes, tanto en aguas tropicales soleadas, como en profundas aguas templadas, con su base enterrada en el sedimento, en suelos arenosos o grietas de rocas.
Su rango de profundidad está entre 2 y 1925 m, y el de temperaturas entre -1.51 y 27.68 °C.
Se distribuyen en el océano Atlántico occidental y oriental, incluido el Mediterráneo, en el Pacífico este y alguna localización subantártica.

## Alimentación
Al carecer de algas simbióticas zooxantelas, se alimentan de las presas de microplancton que capturan con sus minúsculos tentáculos, así como de materia orgánica disuelta que obtienen del agua.

## Reproducción
En la reproducción sexual, la fecundación suele ser externa, no obstante, algunas especies mantienen el óvulo en su interior (cavidad gastrovascular) y es allí donde son fecundados. Los huevos una vez en el exterior, permanecen a la deriva arrastrados por las corrientes varios días, más tarde se forma una larva plánula que, tras deambular por la columna de agua marina, se adhiere al sustrato o rocas, y comienza su metamorfosis hasta convertirse en pólipo. Posteriormente se reproducen asexualmente por gemación, dando origen a la colonia coralina.

## Especies
El Registro Mundial de Especies Marinas acepta actualmente las siguientes especies en el género, habiendo absorbido Leptogorgia la práctica totalidad de especies del género Lophogorgia:
| - Leptogorgia abietina Kükenthal, 1919 - Leptogorgia acuta Bielschowsky, 1918 - Leptogorgia aequatorialis Bielschowsky, 1918 - Leptogorgia alba Duchassaing & Michelotti, 1864 - Leptogorgia albipunctata Stiasny, 1936 - Leptogorgia ampla (Verrill, 1864) - Leptogorgia annobonensis Grasshoff, 1992 - Leptogorgia arbuscula (Philippi, 1866) - Leptogorgia aureoflavescens Grasshoff, 1988 - Leptogorgia barbadensis (Bayer, 1961) - Leptogorgia barnardi Stiasny, 1940 - Leptogorgia bayeri Williams & Lindo, 1997 - Leptogorgia cabofalsoi (Stiasny, 1939) - Leptogorgia californica Verrill, 1868 - Leptogorgia capensis (Hickson, 1900) - Leptogorgia capverdensis (Grasshoff, 1986) - Leptogorgia cardinalis (Bayer, 1961) - Leptogorgia caryi Verrill, 1868 - Leptogorgia cauliculus (Valenciennes, 1855) - Leptogorgia chilensis Verrill, 1868 - Leptogorgia christiae Guzman & Breedy, 2008 - Leptogorgia clavata (Horn, 1860) - Leptogorgia cofrini Breedy & Guzman, 2005 - Leptogorgia contorta Kükenthal, 1919 - Leptogorgia cortesi Breedy & Guzman, 2012 - Leptogorgia crista (Möbius, 1861) - Leptogorgia cuspidata Verrill, 1865 - Leptogorgia dakarensis Stiasny, 1939 - Leptogorgia daniana (Verrill, 1868) - Leptogorgia dichotoma Verrill, 1870 - Leptogorgia diffusa (Verrill, 1868) - Leptogorgia dioxys Bielschowsky, 1918 - Leptogorgia divergens Studer, 1878 - Leptogorgia dubia Kükenthal, 1924 - Leptogorgia ena Breedy, Abeytia & Guzman, 2012 - Leptogorgia esperi Verrill, 1869 - Leptogorgia euryale (Bayer, 1952) - Leptogorgia exigua Verrill, 1870 - Leptogorgia fasciculata Bielschowsky, 1918 - Leptogorgia festiva Duchassaing & Michelotti, 1860 - Leptogorgia filicrispa Horvath, 2011 - Leptogorgia flammea (Ellis & Solander, 1786) - Leptogorgia flexilis Verrill, 1868 - Leptogorgia florae (Verrill, 1868) - Leptogorgia floridana Verrill, 1869 - Leptogorgia fruticosa Hickson, 1928 - Leptogorgia fuscopunctata (Koch, 1886) - Leptogorgia gaini (Stiasny, 1940) - Leptogorgia gilchristi (Hickson, 1904) - Leptogorgia gruveli (Stiasny, 1936) - Leptogorgia hebes Verrill, 1869 - Leptogorgia ignita Breedy & Guzman, 2008 - Leptogorgia labiata Verrill, 1870 - Leptogorgia laxa Hickson, 1928 - Leptogorgia longiramosa Kükenthal, 1924 - Leptogorgia lütkeni (Wright & Studer, 1889) - Leptogorgia maghrebensis (Stiasny, 1936) - Leptogorgia manabiensis Soler-Hurtado, Megina, Machordom & López-González, 2017 - Leptogorgia mariarosacea Soler-Hurtado & López-González, 2012 - Leptogorgia medusa (Bayer, 1952) | - Leptogorgia miniata (Milne Edwards & Haime, 1857) - Leptogorgia multifida (Verrill, 1870) - Leptogorgia mutabilis (Breedy, Williams & Guzman, 2013) - Leptogorgia nobilis (Verrill, 1868) - Leptogorgia obscura Bielschowsky, 1918 - Leptogorgia occidafricana (Stiasny, 1936) - Leptogorgia palma (Pallas, 1766) - Leptogorgia panamensis (Duchassaing & Michelotti, 1860) - Leptogorgia parva Bielschowsky, 1918 - Leptogorgia peruana Verrill, 1868 - Leptogorgia peruviana (Verrill, 1868) - Leptogorgia piccola Grasshoff, 1988 - Leptogorgia pinnata (Linnaeus, 1758) - Leptogorgia porosissima Milne Edwards, 1857 - Leptogorgia principensis Grasshoff, 1992 - Leptogorgia pseudogracilis Castro, Medeiros & Loiola, 2010 - Leptogorgia pulcherrima Bielschowsky, 1918 - Leptogorgia pumicea (Valenciennes, 1855) - Leptogorgia pumila (Verrill, 1868) - Leptogorgia punicea (Milne Edwards & Haime, 1857) - Leptogorgia purpurea (Pallas, 1767) - Leptogorgia purpureomaculata Stiasny, 1936 - Leptogorgia purpureoviolacea (Stiasny, 1936) - Leptogorgia pusilla Kükenthal, 1919 - Leptogorgia querciformis (Bielschowsky, 1918) - Leptogorgia radula (Möbius, 1861) - Leptogorgia ramulus (Valenciennes, 1855) - Leptogorgia rathbunnii (Verrill, 1912) - Leptogorgia regis Hickson, 1928 - Leptogorgia rigida Verrill, 1864 - Leptogorgia riodouri Stiasny, 1937 - Leptogorgia rosea (Lamarck, 1815) - Leptogorgia ruberrima (Koch, 1886) - Leptogorgia rubra Bielschowsky, 1918 - Leptogorgia rubroflavescens Stiasny, 1939 - Leptogorgia rubropurpurea (Pallas, 1766) - Leptogorgia saharensis Stiasny, 1939 - Leptogorgia sanguinea (Lamarck, 1815) - Leptogorgia sarmentosa (Esper, 1789) - Leptogorgia senegalensis Stiasny, 1939 - Leptogorgia setacea (Pallas, 1766) - Leptogorgia stheno (Bayer, 1952) - Leptogorgia styx Bayer, 2000 - Leptogorgia sulfurea Bielschowsky, 1918 - Leptogorgia sylvanae Stiasny, 1940 - Leptogorgia taboguilla (Hickson, 1928) - Leptogorgia tenuis Verrill, 1863 - Leptogorgia tenuissima Kükenthal, 1919 - Leptogorgia tricorata Breedy & Cortés, 2011 - Leptogorgia varians (Koch, 1886) - Leptogorgia viminalis (Pallas, 1766) - Leptogorgia violacea (Pallas, 1766) - Leptogorgia violetta Grasshoff, 1988 - Leptogorgia virgea (Valenciennes, 1855) - Leptogorgia virgulata (Lamarck, 1815) - Leptogorgia webbiana (Valenciennes, 1855) - Leptogorgia petechizans (Pallas, 1766) (nomen dubium) |

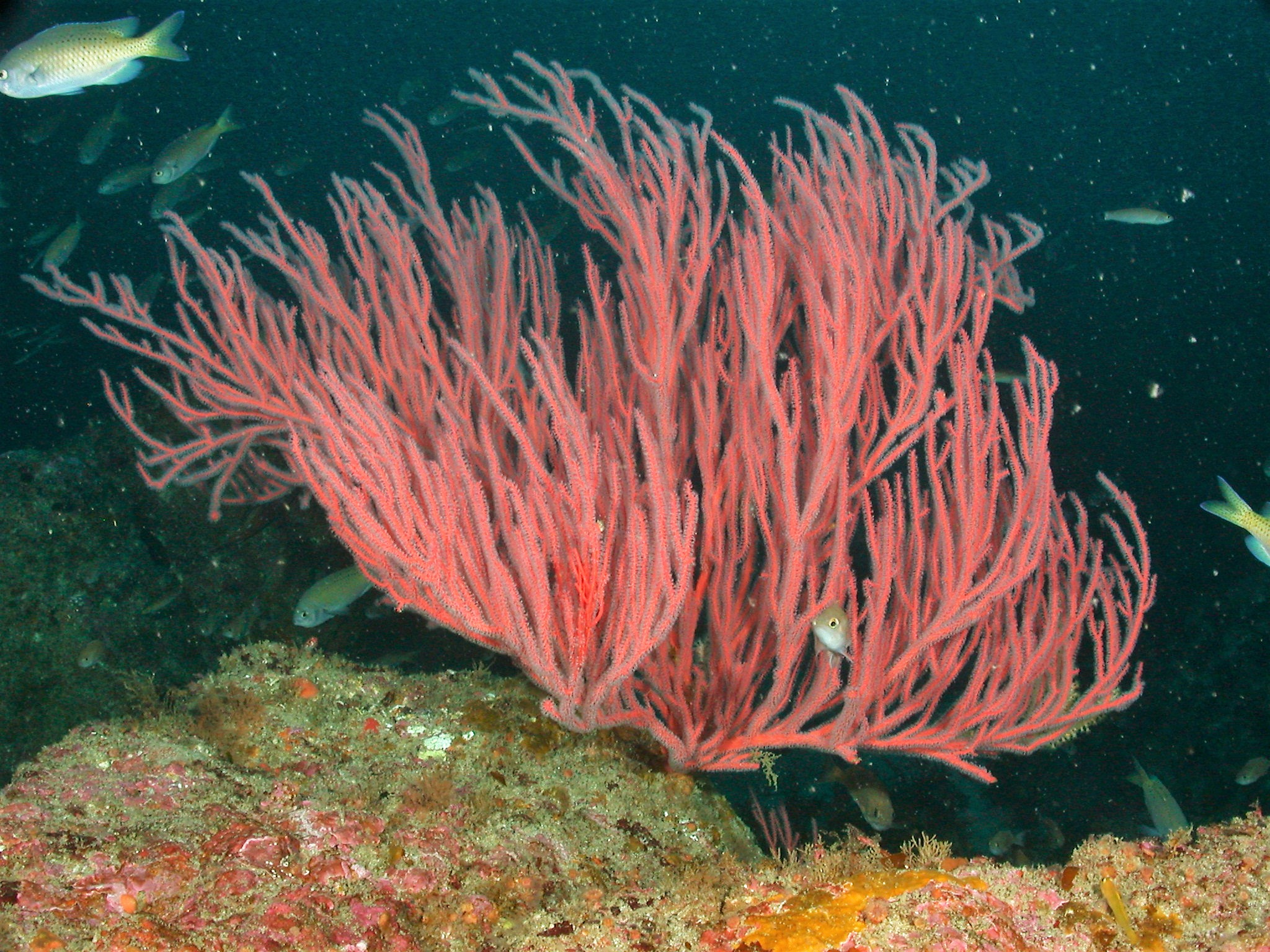
Leptogorgia chilensis
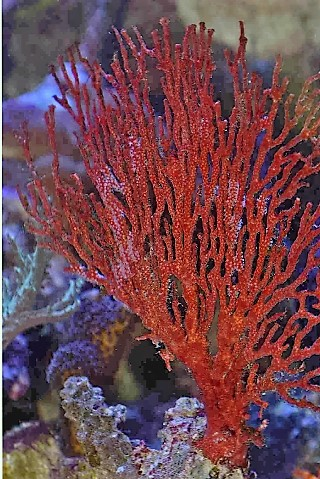
Leptogorgia hebes
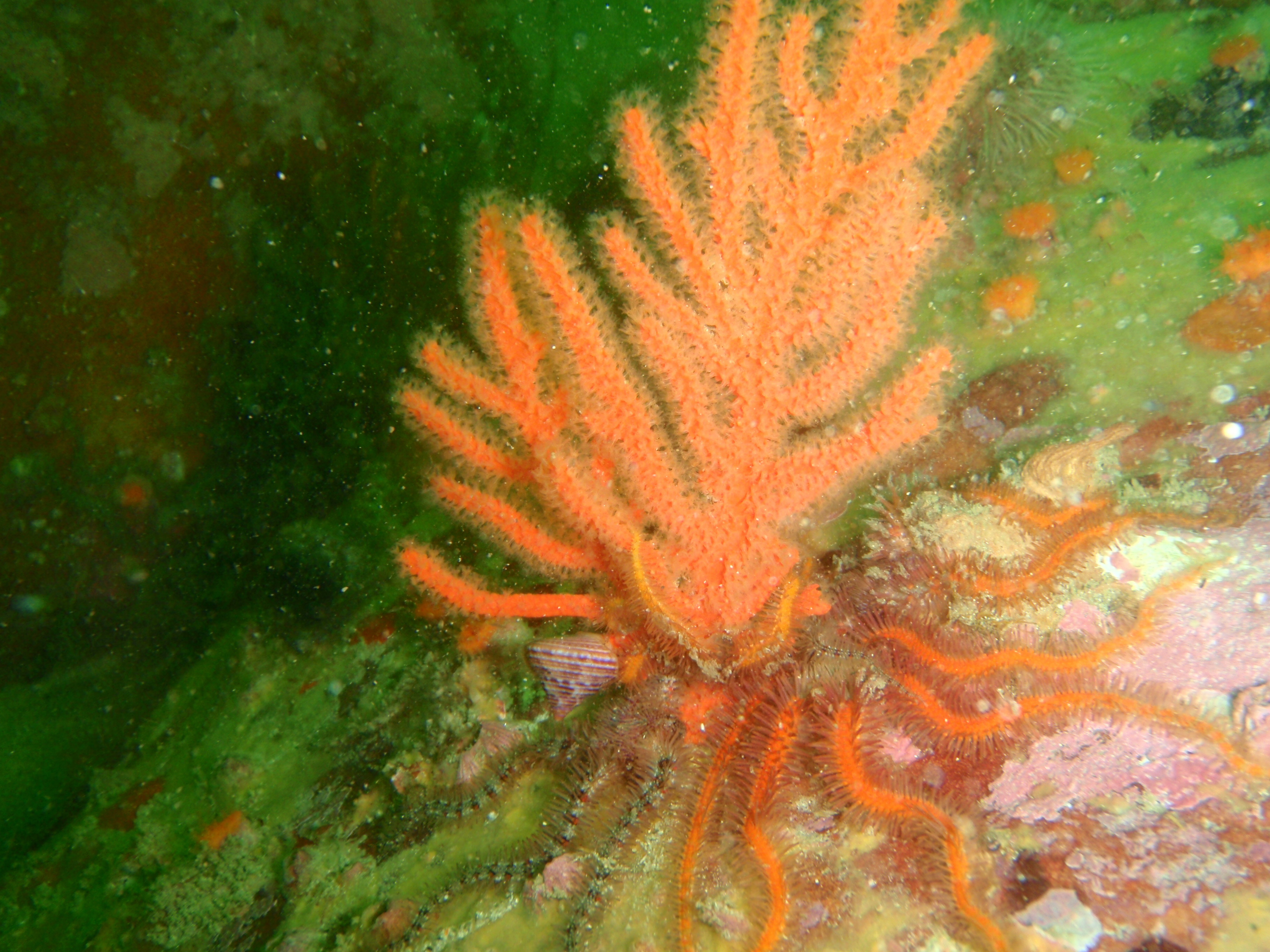
Leptogorgia palma
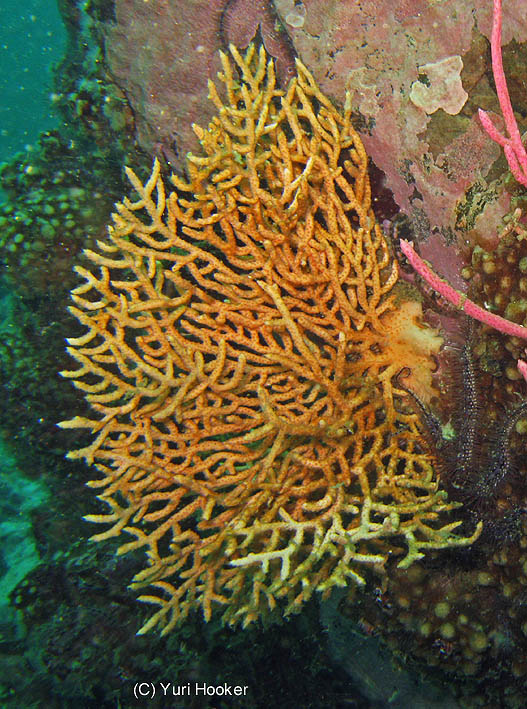
Leptogorgia peruviana
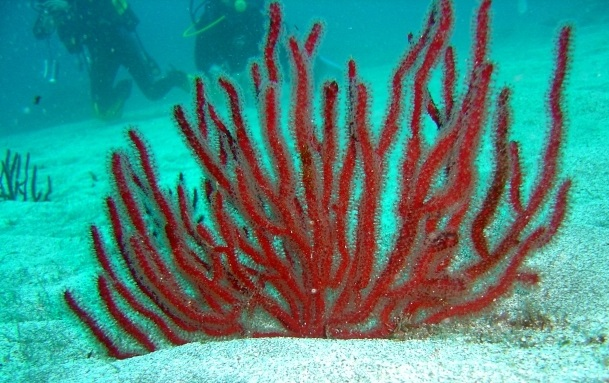
Leptogorgia ruberrima
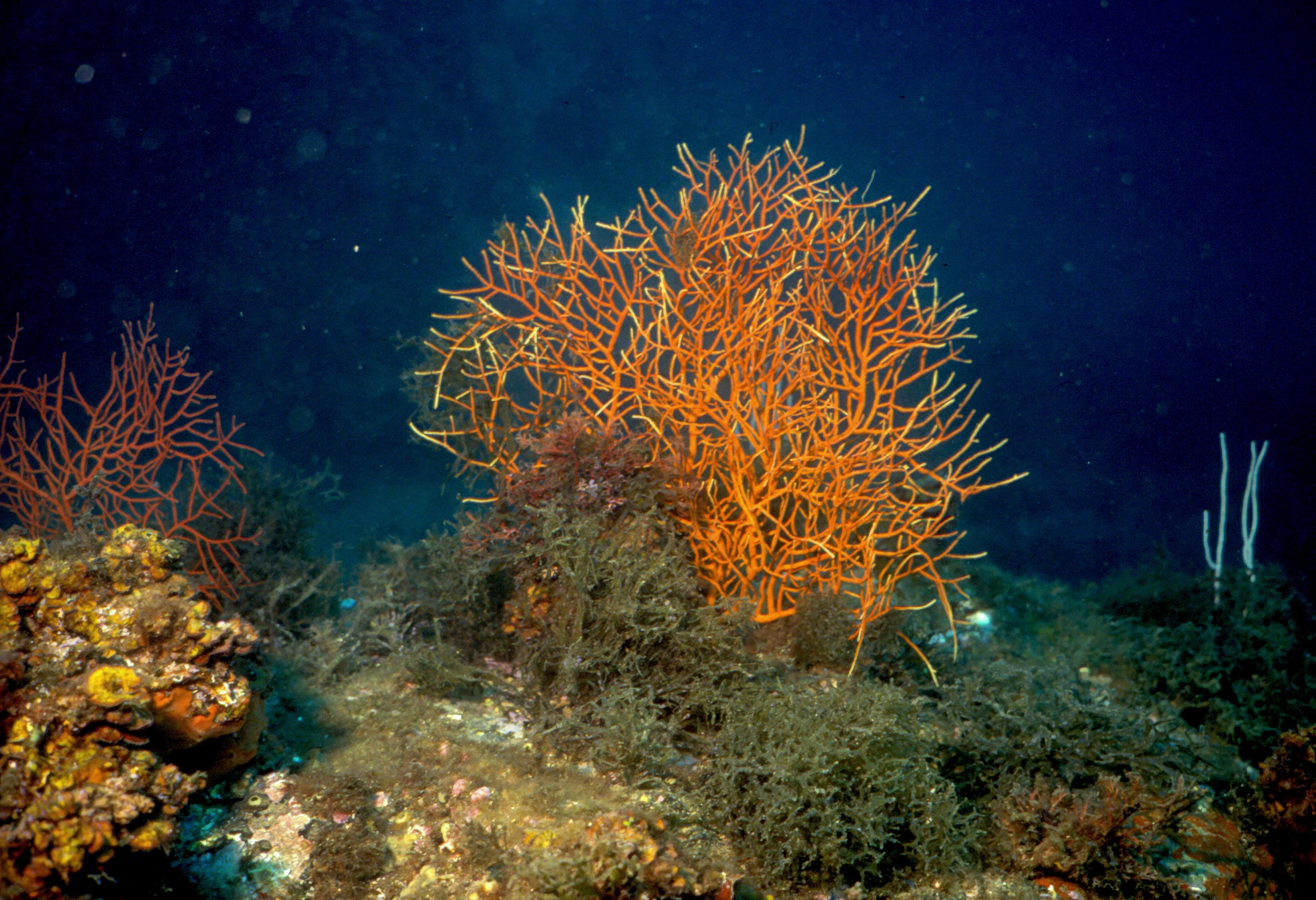
Leptogorgia sarmentosa
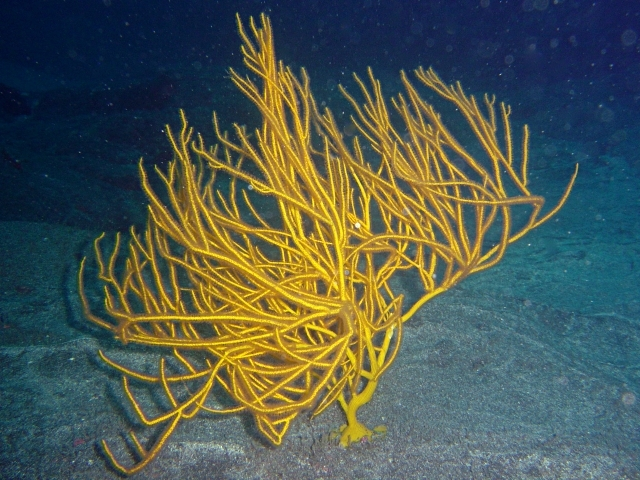
Leptogorgia viminalis
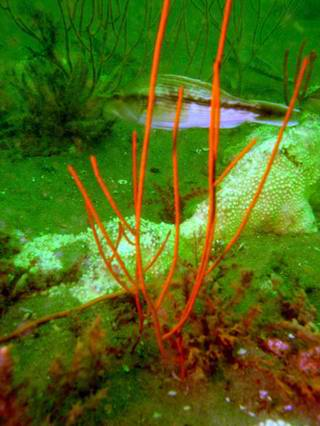
Leptogorgia virgulata